# Chiesa delle Sacre Stimmate (Ferrara)
La chiesa delle Sacre Stimmate, anche chiesa delle Stimmate di San Francesco o semplicemente chiesa delle Stimmate, è un luogo di culto cattolico a Ferrara, in via Palestro.

## Storia
Il luogo di culto con dedicazione alle Stimmate di San Francesco venne edificato tra il 1616 ed il 1621 per volere della Confraternita delle Sacre Stimmate accanto alla piazza Ariostea.

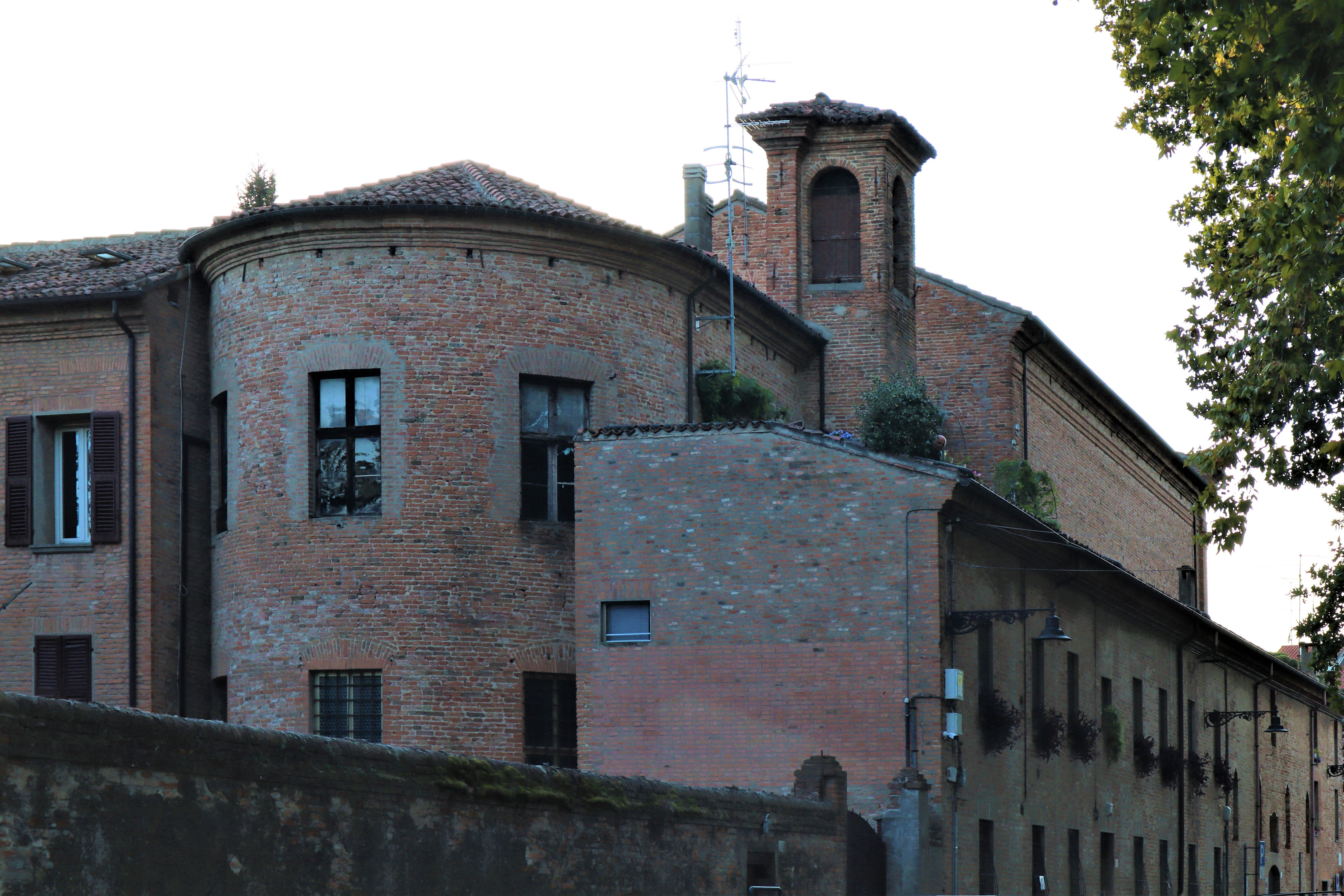
Fianco sinistro, a nord, della chiesa, col campanile

Il momento storico per Ferrara era particolare. La devoluzione in favore dello Stato Pontificio era avvenuta di recente, gli Este avevano abbandonato la città e il Ducato di Ferrara si era concluso.  Il potere papale era amministrato dal cardinale legato Giacomo Serra. 

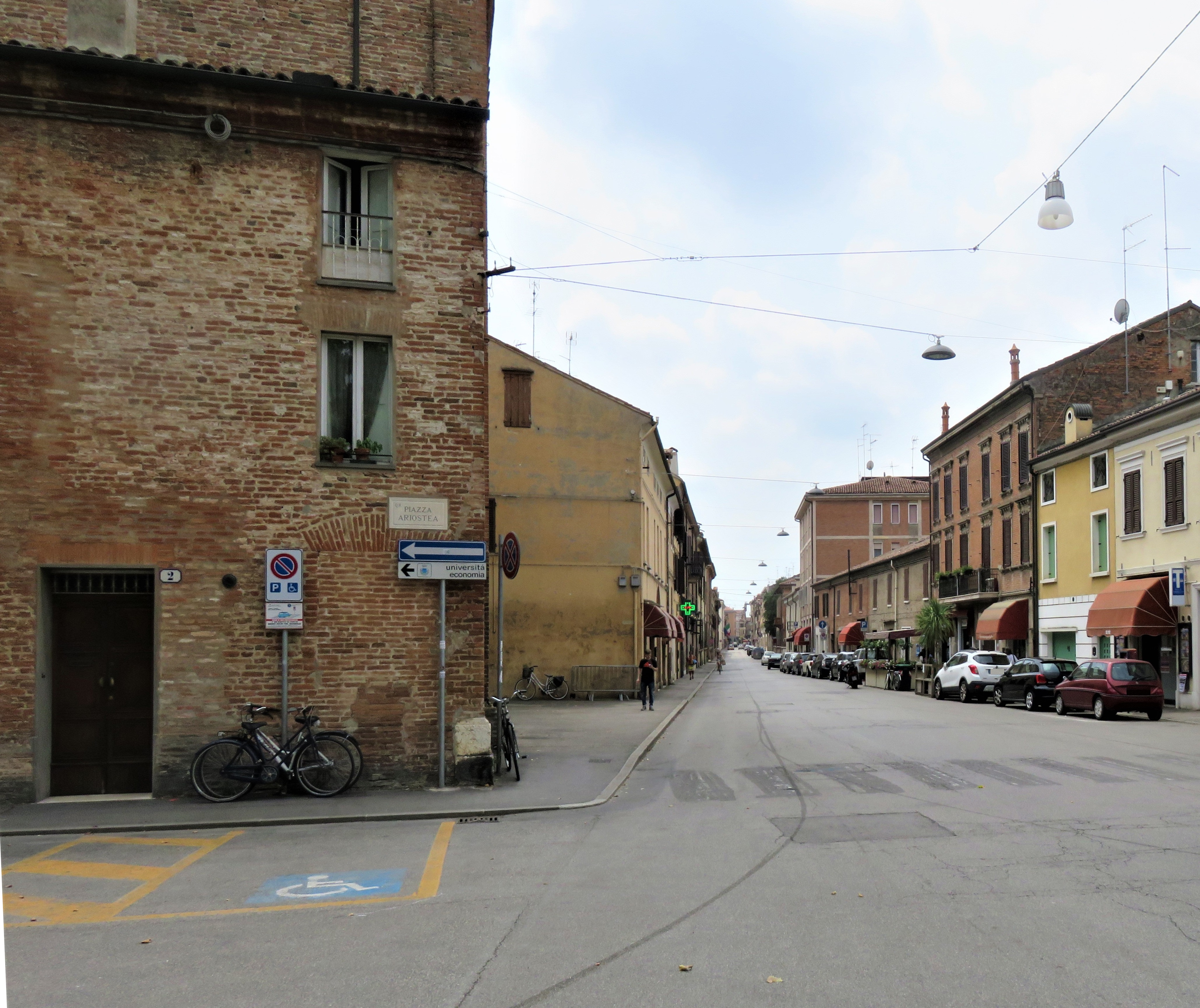
Sulla sinistra la struttura della chiesa. Sulla destra via Palestro sino all'incrocio con corso della Giovecca e via dei Bersaglieri del Po. Di quest'ultima via si intravede la parte superiore della facciata della chiesa di San Cristoforo dei Bastardini

Il luogo scelto per la sua costruzione inoltre rientrava nella nuova area che era stata racchiusa dalle mura cittadine divenendo tessuto urbano ancora da sfruttare secondo il progetto dell'Addizione Erculea di Ercole I d'Este e, nel caso specifico, era posto al limite della piazza di Terranuova (il primo nome di piazza Ariostea). La via sulla quale si affacciava fu a lungo chiamata via delle Stimmate e fu solo nel 1860 che per delibera comunale divenne via Palestro, per ricordare l'omonima battaglia.

### Danni col terremoto del 2012
Il terremoto dell'Emilia del 2012 ha creato gravi danni alla struttura che dopo il sisma è stata chiusa al culto.

## Descrizione

### Esterno
Il prospetto principale si affaccia su via Palestro all'angolo con piazza Ariostea ed è monumentale, in cotto ferrarese a vista, con una struttura a capanna. Il portale di accesso è semplice. Ai lati vi sono due finestre murate e, al centro della facciata, una grande finestra dai contorni curvilinei che porta luce alla sala. In alto un grande frontone triangolare con un piccolo rosone nel timpano. Il fianco sinistro, a nord, si trova al limite della piazza Ariostea. Il piccolo campanile in stile romanico si trova nella parte posteriore sinistra con la cella che non emerge rispetto alla copertura del tetto della chiesa e si apre con quattro monofore

### Interno
Nella sala sono conservate notevoli opere di pregio e dipinti, come ad esempio la Pietà di Carlo Bononi, del 1623 circa.